# Catopsis
Catopsis és un gènere amb 21 espècies de plantes de flors pertanyent a la família Bromeliaceae, subfamília Bromelioideae que es troben des de Florida a la part aquest del Brasil, incloent el Carib. Una espècie, Catopsis berteroniana, pot ser carnívora.

## Taxonomia
- Catopsis alba E.Morris ex Baker
- Catopsis aloides (Cham. i Schltdl.) Baker
- Catopsis berteroniana Mez in C.DC.
- Catopsis brevifolia Mez & Wercklé
- Catopsis compacta Mez
- Catopsis deflexa Ule
- Catopsis floribunda (Brongn.) L.B.Sm.
- Catopsis garckeana Wittm.
- Catopsis hahnii Baker
- Catopsis juncifolia Mez & Wercklé
- Catopsis minimiflora Matuda
- Catopsis morreniana Mez in C.DC.
- Catopsis nitida Baker
- Catopsis nutans Baker
- Catopsis paniculata Hort. ex Gentil
- Catopsis penduliflora C.H.Wright
- Catopsis pisiformis Rauh
- Catopsis sessiliflora Mez
- Catopsis subulata L.B.Sm.
- Catopsis tenuis Cufod.